# Quora
Quora è una piattaforma forum dove gli utenti possono pubblicare domande e risposte su qualunque argomento.
Quora raggruppa le domande e le risposte per argomento e permette agli utenti di votare o di aggiungere dei commenti. Gli utenti possono collaborare anche modificando le domande o suggerendo modifiche alle risposte fornite da altri utenti.
La società che ha lanciato la piattaforma, Quora Inc., si trova a Mountain View, California, ed è stata fondata a giugno 2009 da Adam D'Angelo e Charlie Cheever, mentre la piattaforma è stata lanciata ufficialmente il 21 giugno 2010. I suoi principali concorrenti sono costituiti da siti che offrono analoghi servizi e che cronologicamente l'hanno preceduto, tra cui Yahoo! Answers e Answers.com del 2005.

## Storia
Quora è stata co-fondata da due ex dipendenti di Facebook, Adam D'Angelo e Charlie Cheever. È stata fondata nel giugno 2009 a Palo Alto, in California, lanciata in versione beta privata nel dicembre dello stesso anno e resa accessibile al pubblico il 21 giugno 2010. D'Angelo si è dimesso da CTO del social network di Mark Zuckerberg nel gennaio 2010 per poter dare vita al suo progetto ed ha dichiarato di aver fondato Quora perché, sebbene esistano molti siti di domande e risposte, nessuno di essi ha raggiunto una qualità soddisfacente.
Nel marzo 2010 Quora ha ricevuto finanziamenti dalla Benchmark Capital, che ha valutato la start-up intorno agli 86 milioni di dollari, mentre tra la fine di dicembre del 2010 e l'inizio di gennaio del 2011 il numero degli utenti registrati è cresciuto rapidamente, causando rallentamenti per accedere al sito.
Al mese di gennaio del 2011 conta oltre 500.000 utenti. A partire dal mese di aprile del 2012 è possibile l'iscrizione a Quora anche dall'Italia.
A gennaio 2013 è stata lanciata una piattaforma di blogging, permettendo agli utenti di postare contenuti in forma di post sui propri profili.
Ad aprile 2014 Quora ha raccolto un finanziamento di 80 milioni di dollari dal Fondo Tiger, ottenendo una valutazione di 900 milioni di dollari.
A marzo 2016 è stata acquisita la community online del sito web Parlio. Nell'aprile dello stesso anno la società ha iniziato a testare annunci pubblicitari sulle pagine web di alcune domande del sito
Ad aprile 2017 Quora ha concluso un round di finanziamento di serie D da 85 milioni di dollari, per una valutazione complessiva di 1,8 miliardi di dollari.
A settembre 2018 la piattaforma ha raggiunto i 300 milioni di utenti attivi su base mensile. Nonostante l'elevato numero di utenti registrati, Quora non ha ancora raggiunto lo stesso livello di predominanza culturale tradizionale di siti come Twitter, che conta 326 milioni di utenti registrati. Ciò potrebbe essere dovuto al fatto che un numero elevato di utenti registrati sul sito non lo utilizza regolarmente e molti non sapevano nemmeno di avere un account, dal momento che lo avevano creato inconsapevolmente attraverso altri siti di social media collegati a Quora o lo avevano creato anni prima, salvo poi dimenticarsene.
A dicembre 2018 Quora ha annunciato che gli account di circa 100 milioni di utenti sono stati hackerati.

## Funzionamento

### Politica del nome reale
Quora chiede agli utenti di registrarsi con il proprio nome reale piuttosto che con un nickname; anche se la verifica dei nomi non è richiesta, i nomi falsi possono essere segnalati dalla community. L'obiettivo è quello di dare maggiore credibilità alle risposte fornite dagli utenti. Gli utenti con un determinato ammontare di attività sul sito web hanno l'opzione non predefinita di scrivere le proprie risposte in anonimo. 
Gli utenti possono dare voti positivi o negativi alle risposte e suggerire modifiche alle risposte esistenti fornite da altri utenti.
La community americana di Quora include personalità come Jimmy Wales, Richard A. Muller, Justin Trudeau, Barack Obama, Hillary Clinton e Adrián Lamo, così come molti attuali ed ex atleti professionisti.
Quora permette agli utenti di creare profili utenti con nomi reali, foto, statistiche, ecc., ma nonostante ciò non è possibile impostare il profilo utente in modalità privata.
Quora fa spesso utilizzo di immagini violente o comunque di forte impatto visivo (operazioni chirurgiche, torture, nudo non esplicito) per spingere gli utenti a visualizzarne i contenuti, contrariamente ad altri social network che censurano tali immagini, Quora le utilizza come veicolo pubblicitario.

### Risposte consigliate
Quora ha sviluppato un algoritmo proprietario per indicizzare le risposte, che funziona in maniera analoga al PageRank di Google. Per la memorizzazione dei dati usa la tecnologia Amazon Elastic Compute Cloud, basata sul cloud computing. Per il suo funzionamento, Quora fa ricorso ai web application framework Pylons e Comet, al sistema operativo Ubuntu e a MySQL.
Attualmente Quora ha diversi modi per suggerire le domande agli utenti:
- Home feed - Ogni utente ha una timeline personalizzata sulla base delle proprie preferenze: Quora fornisce delle domande "interessanti" che risultino rilevanti in base a tali preferenze.
- Daily Digest - Quora invia su base giornaliera un'email ai propri utenti, contenente una selezione di domande, ciascuna con una sola risposta che è ritenuta essere la migliore sulla base di determinati requisiti di ranking.
- Domande simili - Che l'utente sia loggato o meno, alla destra della singola domanda appare un set di domande simili, correlate a quella corrente. Questo aiuta l'utente a navigare attraverso le domande e a trovare ciò che è più rilevante sulla base del proprie preferenze.
- Richieste di risposta - Questa funzione permette all'utente di richiedere la risposta di un altro utente ad una domanda.

### Moderazione contenuti
Quora supporta varie funzionalità per moderare i contenuti pubblicati dagli utenti. Gran parte della moderazione dei contenuti viene eseguita dagli utenti, sebbene anche lo staff possa intervenire.
- Voti positivi/negativi - Gli utenti possono valutare le risposte sulla base della rilevanza o dell'utilità. Questa funzione permette di preservare la qualità del contenuto postato online. Più voti positivi riceve una risposta, maggiore sarà il suo ranking e, quindi, la sua visibilità nei feed degli utenti. Al contrario, se una risposta riceve voti negativi, essa viene "nascosta" e non sarà mostrata nei feed.
- Segnalazioni - Gli utenti possono segnalare plagi, molestie, spam, ecc. Questo tiene sotto controllo i contenuti che non rispettano gli standard di qualità della piattaforma.
- Suggerimenti di modifica - Gli utenti possono offrire suggerimenti per migliorare una risposta, proponendo delle modifiche. Le modifiche proposte sono visibili anche all'autore originale della risposta e possono essere approvate e pubblicate oppure respinte.

### Programma Top Writers
A novembre 2012 Quora ha introdotto il programma Top Writers per offrire un riconoscimento agli utenti che hanno creato contenuti di valore per il sito e incoraggiarli a continuare. Circa 150 scrittori sono scelti ogni anno su circa 200 milioni di visitatori unici mensili. Ciò ha ispirato sia giovani scrittori che esperti. I Top Writers sono invitati ad eventi occasionali e ricevono regali come articoli di abbigliamento brandizzati e libri. La società crede che, coltivando un gruppo di utenti chiave particolarmente attivi nella piattaforma, il programma crei un ciclo di feedback di coinvolgimento dell'utente.

### Quora World Meetup
Il Quora World Meetup è iniziato nel 2017 come tradizione per consentire ai lettori e agli scrittori di Quora di conoscersi, socializzare e divertirsi. Esso è un "modo per celebrare la crescita globale di Quora e tutti i lettori e gli scrittori che l'hanno reso possibile".

### Programma Partner
Ad aprile 2018 Quora ha introdotto il Programma Partner per incentivare gli utenti a porre domande. I membri del programma, scelti esclusivamente su invito, vengono pagati tramite Stripe o PayPal sulla base dell'engagement degli utenti e delle revenue pubblicitarie generate dalle domande. 
Il programma è stato criticato da diversi utenti, i quali ritengono che l'incentivo finanziario abbia portato a una pubblicazione di massa di domande di qualità inferiore, corrompendo la mission originale del sito. Il fondatore Adam D'Angelo ha tentato di affrontare alcune di queste critiche, spiegando che il programma è stato promosso per cercare di far fronte alla carenza di domande che ha sempre caratterizzato la piattaforma.

### Spazi
A novembre 2018 Quora ha deciso di non supportare più i blog ed ha introdotto una nuova funzionalità chiamata "Spazi". Gli spazi consentono agli utenti di creare raccolte e formare community attorno a interessi e gusti condivisi.
Ogni spazio viene creato da un proprietario che, a sua volta, può invitare altri utenti a ricoprire uno dei seguenti ruoli:
- amministratore, che ha il pieno controllo dello spazio
- moderatore, che può aggiungere/rimuovere contenuti e approvare/declinare richieste di pubblicazione

- collaboratore, che può pubblicare contenuti direttamente nello spazio (post, link esterni, domande, risposte)

Una volta raggiunti i 500 follower, l'amministratore dello spazio può aggiungere un URL personalizzato (es. https://it.quora.com/q/nome-spazio)
A giugno 2020 Quora ha avviato un programma in versione beta che consente ai proprietari di spazi di ricevere una quota delle revenue generate dagli annunci mostrati nei loro spazi

## Timeline
| Date           | Event type    | Details |
| -------------- | ------------- | --- |
| giugno 2009    | Prodotto      | Quora viene fondata da Adam D'Angelo e Charlie Cheever. |
| marzo 2010     | Finanziamenti | Quora chiude un round di finanziamento di serie A da 11 milioni di dollari, con Benchmark Capital come investitore                                                             |
| giugno 2010    | Prodotto      | Quora annuncia il lancio della piattaforma |
| gennaio 2011   | Team          | Marc Bodnick lascia Elevation Partners per unirsi al team di Quora |
| febbraio 2011  | Tecnologia    | Quora sceglie il C++ anziché C per le sue migliori performance |
| luglio 2011    | Prodotto      | Quora introduce i video nella sua pagina Q&A |
| luglio 2011    | Prodotto      | Quora introduce i Crediti per le richieste di risposta alle domande |
| settembre 2011 | Prodotto      | Quora introduce i commenti alle risposte e la possibilità di votare i commenti                                                                                                 |
| maggio 2012    | Finanziamenti | Quora raccoglie 50 milioni di dollari in un round di series B, con Peter Thiel e Adam D'Angelo come investitori                                                                |
| settembre 2012 | Team          | Il cofondatore Charlie Cheever abbandona il team di Quora |
| novembre 2012  | Prodotto      | Quora introduce il programma Top Writers |
| gennaio 2013   | Prodotto      | Quora introduce i blog |
| marzo 2013     | Prodotto      | Quora introduce una politica di eliminazione delle risposte di sole immagini                                                                                                   |
| aprile 2014    | Finanziamenti | Quora raccoglie 80 milioni di dollari in un round di serie C, ottenendo una valutazione di 900 milioni di dollari, con Tiger Global Management e Y Combinator come investitori |
| gennaio 2016   | Prodotto      | Quora annuncia un sistema di premi, offrendo ricompense monetarie per la migliore risposta (selezionata da chi ha posta la domanda) per alcune domande selezionate             |
| marzo 2016     | Prodotto      | Quora acquisisce Parlio, un sito Q&A lanciato da Wael Ghonim. |
| aprile 2016    | Prodotto      | Quora annuncia che inizierà a testare annunci su un piccolo numero di domande sulla piattaforma.                                                                               |
| maggio 2016    | Team          | Marc Bodnick, volto pubblico di Quora e leader del team di business e moderazione, annuncia le sue dimissioni.                                                                 |
| agosto 2016    | Prodotto      | Quora annuncia il lancio della piattaforma in lingua spagnola. |
| novembre 2016  | Team          | Kelly Battles viene nominato come nuovo chief financial officer (CFO) |
| aprile 2017    | Finanziamenti | Quora raccoglie 85 milioni di dollari in un round di serie D, ottenendo una valutazione di 1.8 miliardi, con Collaborative Fund e Y Combinator come investitori                |
| maggio 2017    | Prodotto      | Quora lancia le versioni tedesca e italiana della piattaforma |
| settembre 2017 | Prodotto      | Quora lancia la versione giapponese della piattaforma |
| aprile 2018    | Prodotto      | Quora lancia le video-risposte |
| aprile 2018    | Prodotto      | Quora introduce il Programma Partner |
| aprile 2018    | Prodotto      | Quora lancia le versioni hindi, portoghese e indonesiana della piattaforma |
| agosto 2018    | Prodotto      | Quora lancia la funzione che permette agli utenti di condividere link |
| settembre 2018 | Base utenti   | Quora raggiunge i 300 milioni di utenti attivi al mese |
| dicembre 2018  | Sicurezza     | Quora annuncia che gli account di 100 milioni di utenti sono stati hackerati                                                                                                   |
| gennaio 2019   | Prodotto      | Quora annuncia il supporto per le versioni olandese, danese, finlandese, norvegese, svedese, maratina, kannada, bengalese e tamil della piattaforma                            |
| dicembre 2019  | Team          | Quora annuncia l'apertura del suo primo ufficio di ingegneria internazionale a Vancouver                                                                                       |
| dicembre 2019  | Prodotto      | Quora annuncia il supporto per le versioni araba, gujarati, malayalam e telugu della piattaforma                                                                               |
| marzo 2023     | Prodotto      | Quora lancia Poe (Platform for Open Exploration), un tipo di metamotore di ricerca che può interrogare molteplici chatbot tra cui ChatGPT e Claude di Anthropic.               |